# Tapiola (métro d'Helsinki)
Tapiola (en finnois : Tapiola et en suédois : Hagalund) est une station du tronçon commun aux lignes M1 et M2 du métro d'Helsinki. Elle est située dans le quartier de Tapiola (centre) dans le district Suur-Tapiola de la municipalité d'Espoo, à l'ouest d'Helsinki en Finlande.
Mise en service en 2017, elle est desservie par les rames des lignes M1 et M2.

## Situation sur le réseau

Plan du métro.

Établie en souterrain, Tapiola  est la dernière station ouest de la section commune aux ligne M1 et M2, c'est une station de passage de la linge M1 et une station terminus de la ligne M2. Sur la ligne M1 elle est située entre la station Urheilupuisto en direction du  terminus ouest Matinkylä, et la station Keilaniemi, en direction du terminus est M1 Vuosaari. Sur la ligne M2, elle est le terminus ouest, avant la station Keilaniemi, du tronc commun, en direction du terminus de la branche M2 Mellunmäki.
Elle dispose d'un quai central encadré par les deux voies de la ligne.

## Histoire
La station Tapiola est mise en service le 18 novembre 2017, lors de l'ouverture à l'exploitation du prolongement de Ruoholahti à Matinkylä,.

## Services aux voyageurs

### Accès et accueil
La station dispose d'un accès unique ouvert au public par l'Ouest, par la voie piétonne Länsituulentie ou le parking souterrain du centre commercial Ainoa. 
L'accès à l'Est ne fait office que de sortie de secours. Elle est accessibles aux personnes à la mobilité réduite,.

Installations
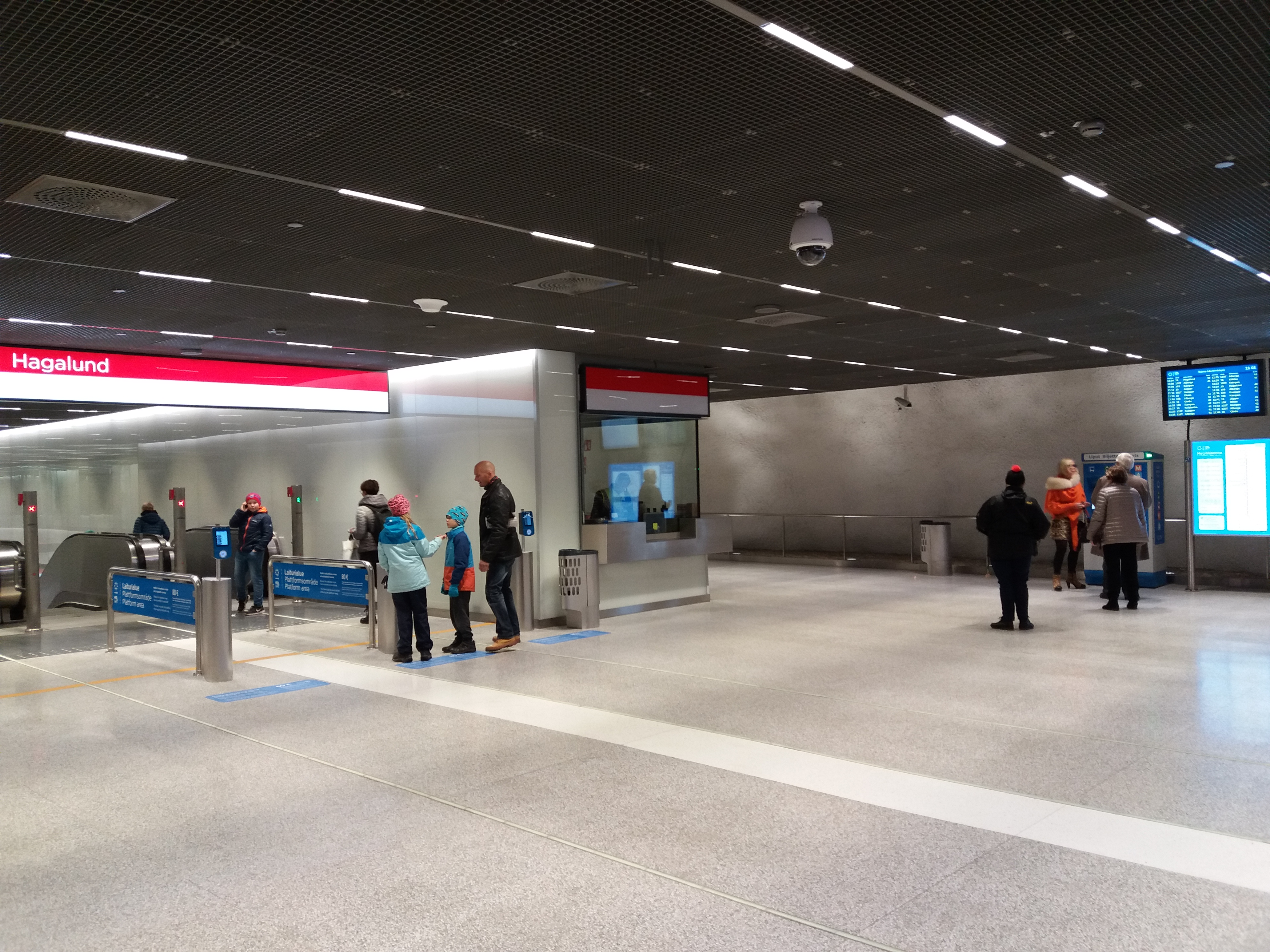
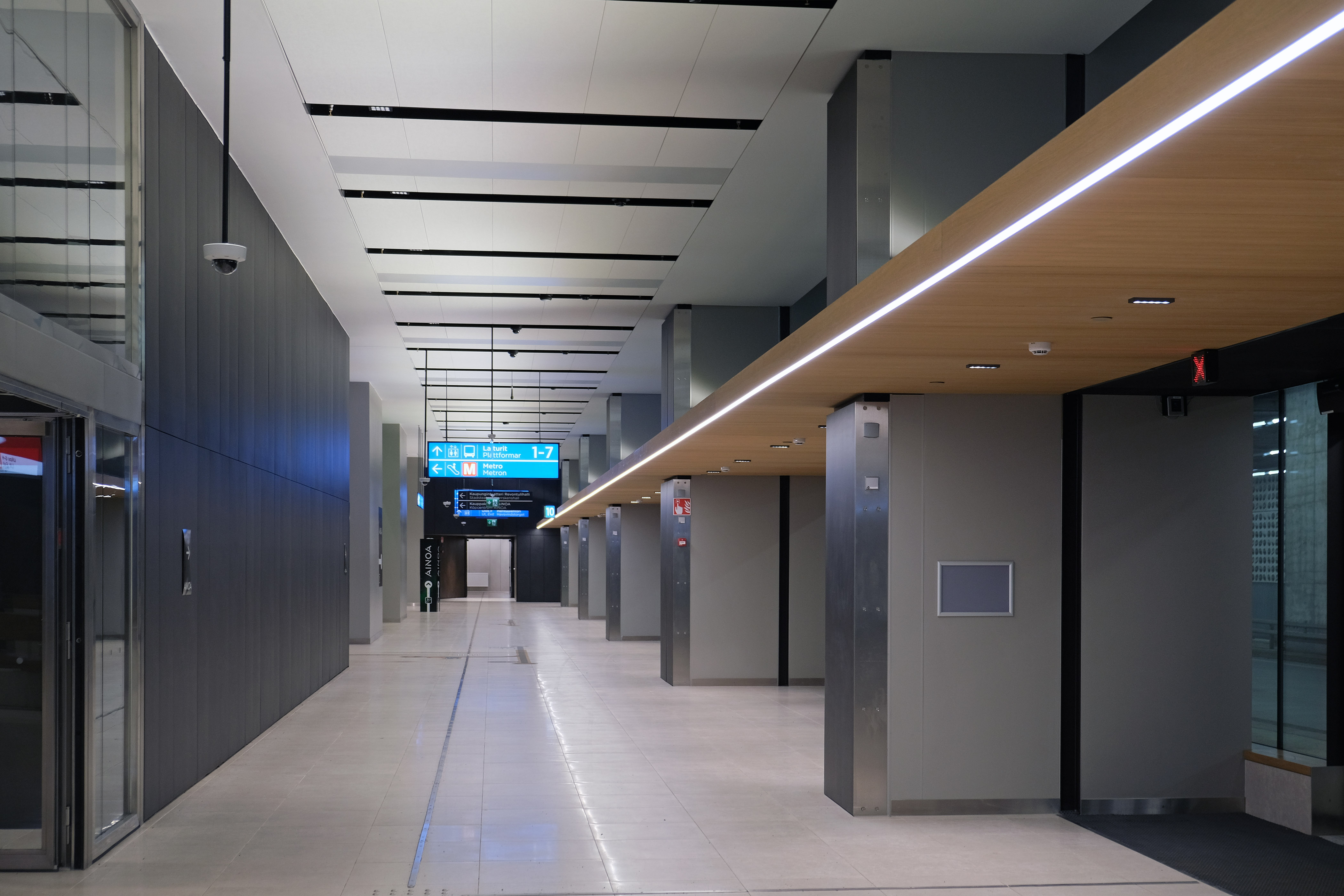
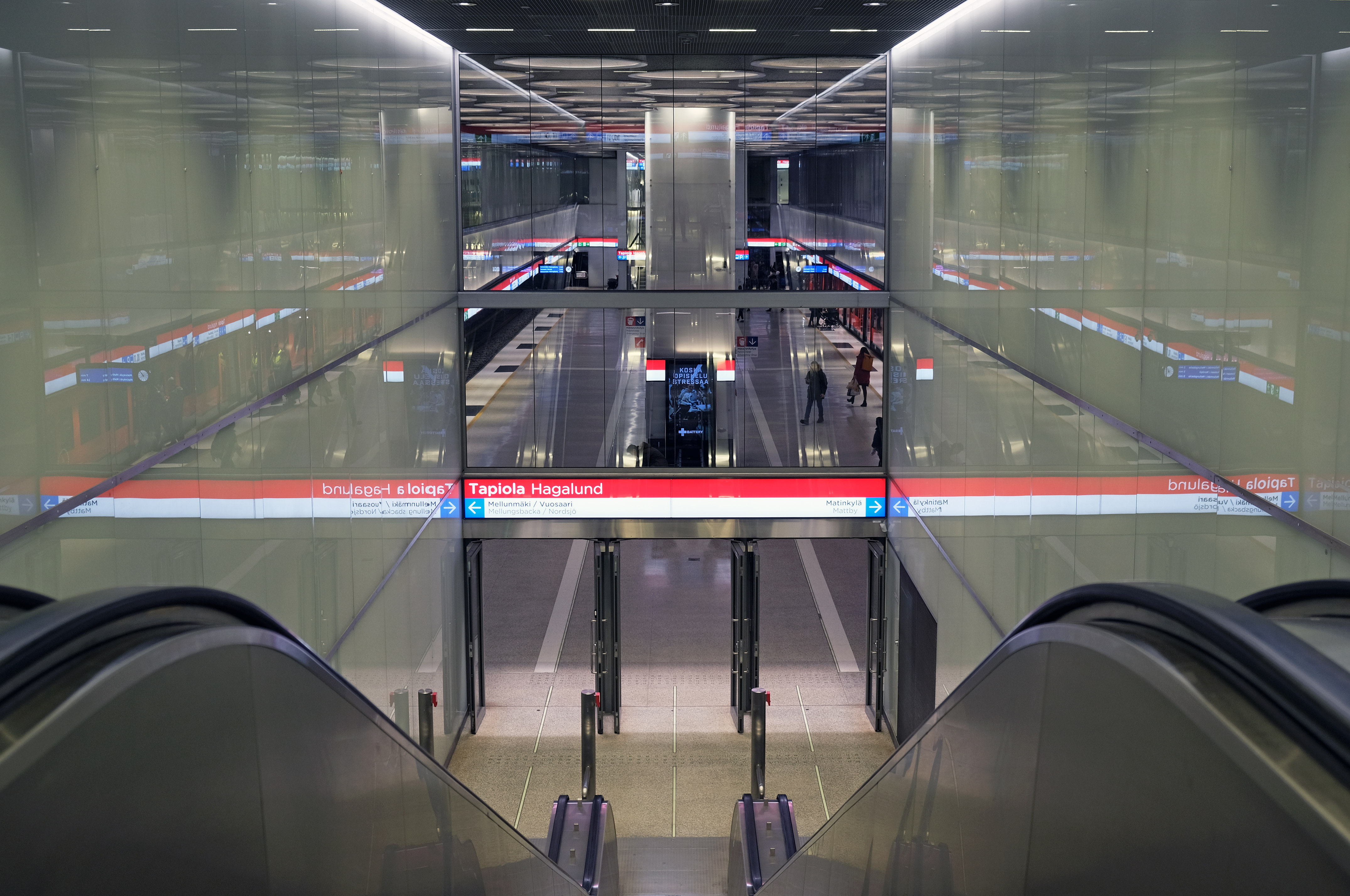

### Desserte
Tapiola est desservie par toutes les rames de métro, avec une alternance entre les lignes M1 et M2, comme toutes les stations du tronçon commun. Néanmoins elle présente une différence importante puisqu'elle est la dernière station ouest de la section commune, terminus de la ligne M2.

Installations et desserte
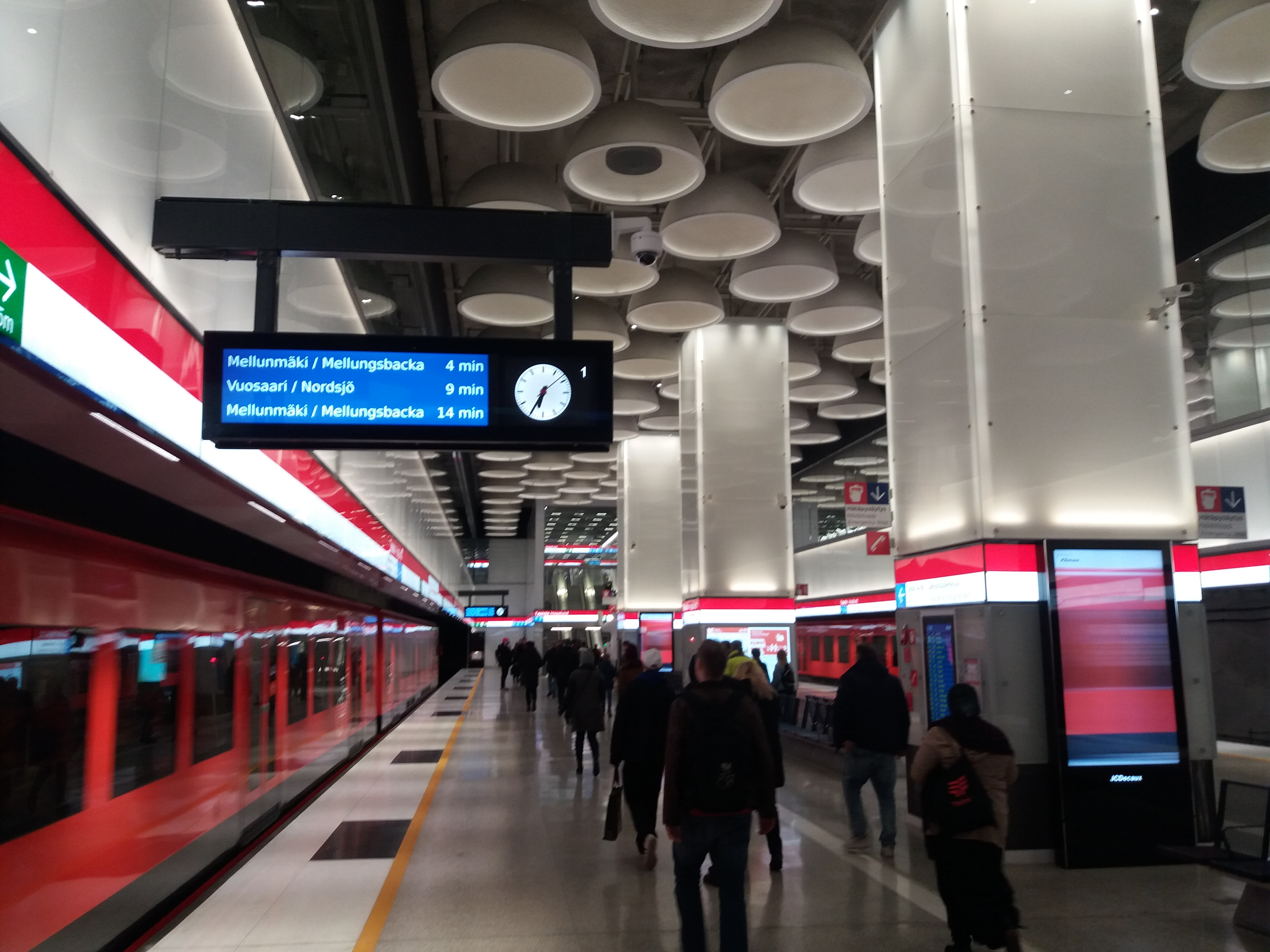
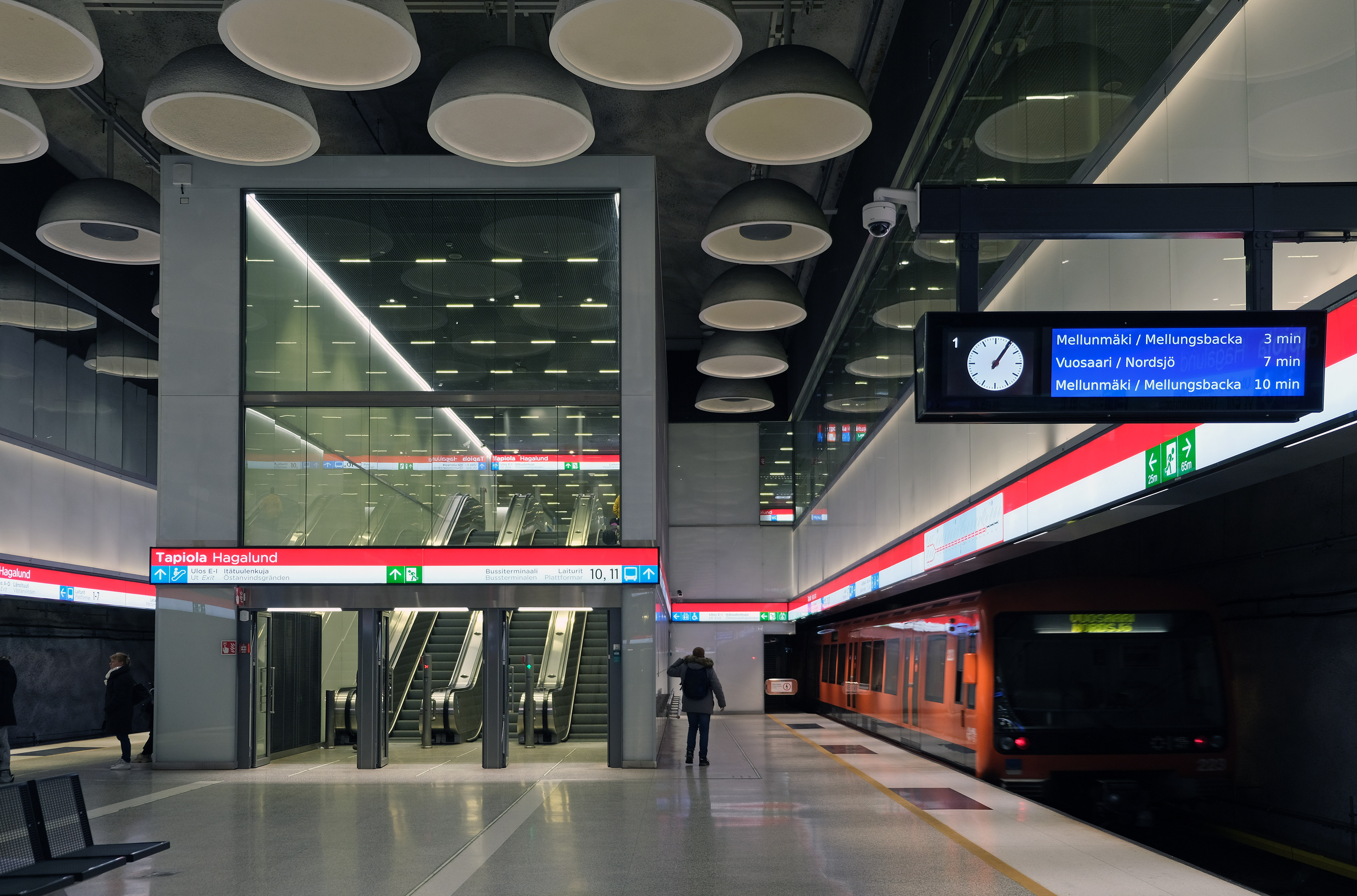
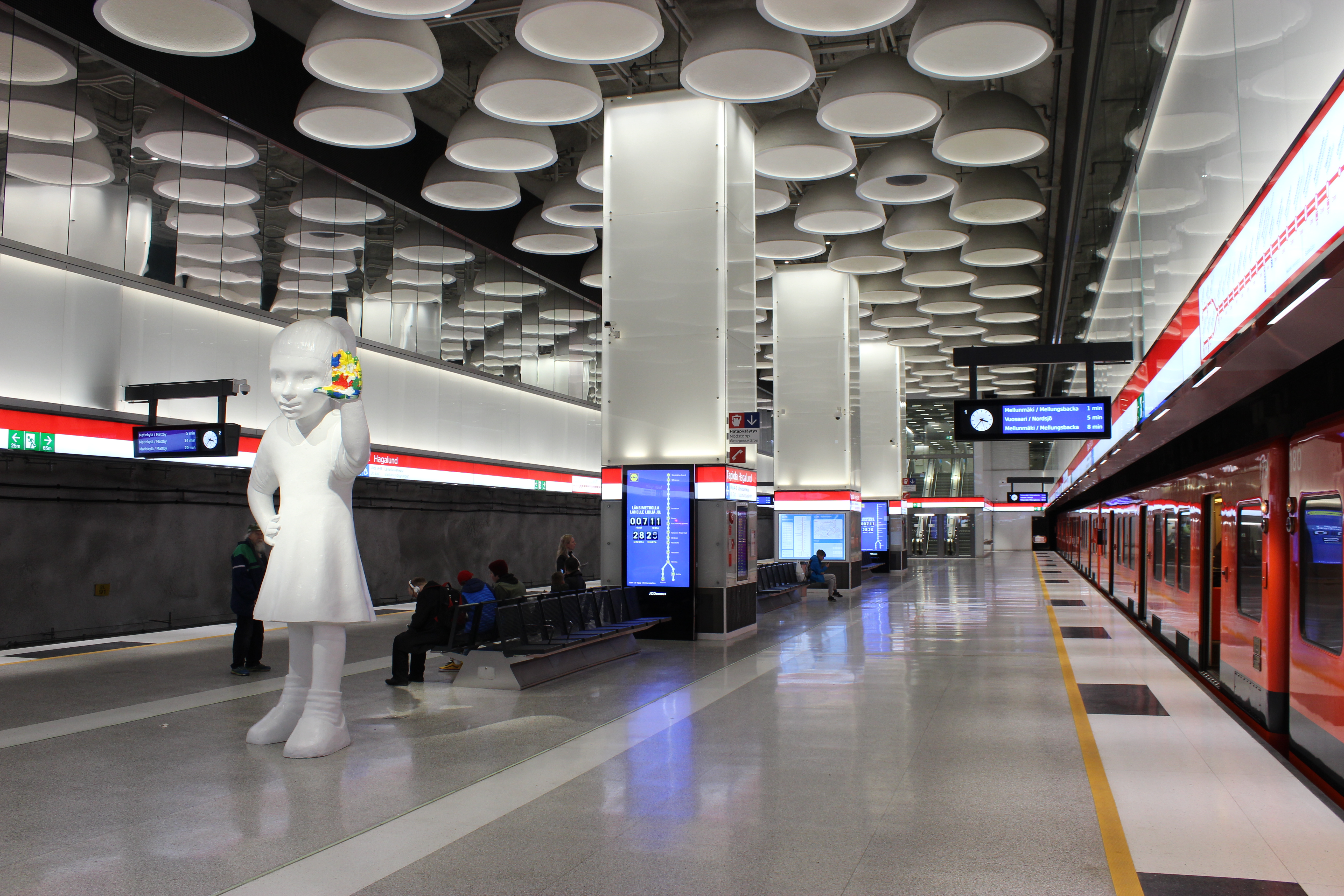

### Intermodalité
Elle est desservie par une gare routière souterraine desservie par des lignes de bus.